# Titus Spree
Titus Spree (jap. スプリー ティトゥス, Supurii Titusu; * 1966 in Ulm) ist ein deutscher Künstler, Kurator und Urbanist. Seit 2001 hält er eine Stelle als Associate Professor an der University of the Ryukyus, Okinawa.

## Biografie
Als Kind der Filmemacher Lothar Spree und Recha Jungmann verbrachte Spree seine Kindheit u. a. in Kanada und Jamaika, bevor er in Italien Design studierte und 1994 an der Hochschule der Künste Berlin einen Diplomabschluss in Architektur machte. Von 1995 bis 2001 war er Forschungsstudent und Doktorand an der University of Tokyo unter Hidetoshi Ono. Seit 2001 unterrichtet er an der University of the Ryukyus in Okinawa.

## Projekte (Auswahl)
Sprees Projekte sind oft in den Bereichen Kunst, Architektur, Urbanistik und urbane Forschung, Öffentlicher Raum, Design und Bildung angesiedelt. Neben eigenen Kunstwerken und Designarbeiten war er leitend an der Gründung und konzeptionellen Aufstellung von Art Spaces, Alternativen Schulen, Kunstfestivals und zahlreichen Ausstellung beteiligt.
- 2018 Kurator,"Soft City" am Schloss Biesdorf Berlin
- 2016 Kurator, Japan: human townscape, Berlin/Leipzig, Germany[3]
- 2012/13 Direktor, Okinawa city urban renewal planning board, Gintengai area.
- 2011 Team Tutor, International Architectural Design Camp in Chongju 2011
- 2010 Team Tutor, Art & City • International Architectural Design Workshop, HafenCity, Hamburg/Germany
- 2009 Team Tutor, 2009 Cheongju International Architectural Design
- 2003/05/08 Kurator des Kunstfestivals Wanakio, Okinawa
- 2002 Mitbegründung des Maejima Art Center, Okinawa